# Memories of You
Memories of You è un album di raccolta della cantante statunitense Bette Midler, pubblicato nel 2010.

## Tracce
1. For All We Know
2. Come Rain or Come Shine
3. I Remember You
4. He Was Too Good to Me / Since You Stayed Here
5. The Folks Who Live on the Hill
6. What Are You Doing New Year's Eve
7. He Needs Me
8. One for My Baby (and One More for the Road)
9. Mr. Wonderful
10. Drinking Again
11. Memories of You
12. Dreamland
13. P.S. I Love You
14. Is That All There Is?